# Danny Robinson
Daniel Robinson (18 de septiembre de 1982 en Derby) es un futbolista inglés que se desempeña como guardameta en el Waitakere United de Nueva Zelanda.

## Carrera
Debutó en el año 1996 defendiendo los colores del Derby County Football Club. Luego de 3 años fue trasferido al Blackpool donde solo jugó dos temporadas. En 2001 llegó al Burton Albion donde tuvo sus mejores años, jugando en total 4 temporadas para el club inglés. A mediados del 2005 abandonó Inglaterra para irse a jugar a Nueva Zelanda, firmando con el Gisborne City. En 2007 arribó a la primera división al ser contratado por el Waikato, aunque en 2008 pasaría al Waitakere United. Con los Westies ganó cuatro veces la liga neozelandesa, en las temporadas de 2009-10, 2010-11, 2011-12 y 2012-13; y la Charity Cup 2012. Se retiró en 2016.

### Clubes
| Club                        | País          | Año         |
| --------------------------- | ------------- | ----------- |
| Derby County Football Club  | Inglaterra    | 1996 - 1999 |
| Blackpool Football Club     | Inglaterra    | 1999 - 2001 |
| Burton Albion Football Club | Inglaterra    | 2001 - 2005 |
| Gisborne City               | Nueva Zelanda | 2005 - 2007 |
| Waikato Football Club       | Nueva Zelanda | 2007 - 2008 |
| Waitakere United            | Nueva Zelanda | 2008 - 2016 |

## Palmarés
| Título                  | Club             | País          | Año     |
| ----------------------- | ---------------- | ------------- | ------- |
| Northern Premier League | Burton Albion    | Inglaterra    | 2001-02 |
| Campeonato de Fútbol    | Waitakere United | Nueva Zelanda | 2009-10 |
| ASB Premiership         | Waitakere United | Nueva Zelanda | 2010-11 |
| ASB Premiership         | Waitakere United | Nueva Zelanda | 2011-12 |
| Charity Cup             | Waitakere United | Nueva Zelanda | 2012    |
| ASB Premiership         | Waitakere United | Nueva Zelanda | 2012-13 |